# Spoorlijn Stockholm - Örebro
De spoorlijn tussen Stockholm en Örebro ook wel, Zweeds: Mälarbanan genoemd is een Zweedse spoorlijn in de provincies Stockholms län en Västmanlands län.

## Geschiedenis
Het traject werd in fases geopend:
- De spoorlijn tussen Arboga - Frövi - Örebro werd door de 1857 Köping-Hults Järnväg in 1857 geopend.
- De spoorlijn tussen Köping-Arboga werd door de Arboga-Köpings Järnväg in 1867 geopend.
- De spoorlijn tussen Tomteboda - Tillberga - Köping werd door Stockholm-Västerås-Bergslagens Järnvägar (SWB) in 1876 geopend.

## Treindiensten

### SJ
De Statens Järnvägar (SJ) verzorgt het personenvervoer op dit traject met Pendeltåg treinen.
De treindienst werd uitgevoerd met trein stellen van het type X 40.

## Aansluitingen
In de volgende plaatsen was of is er een aansluiting van de volgende spoorwegmaatschappijen:

### Stockholm

#### Stockholm Centraal

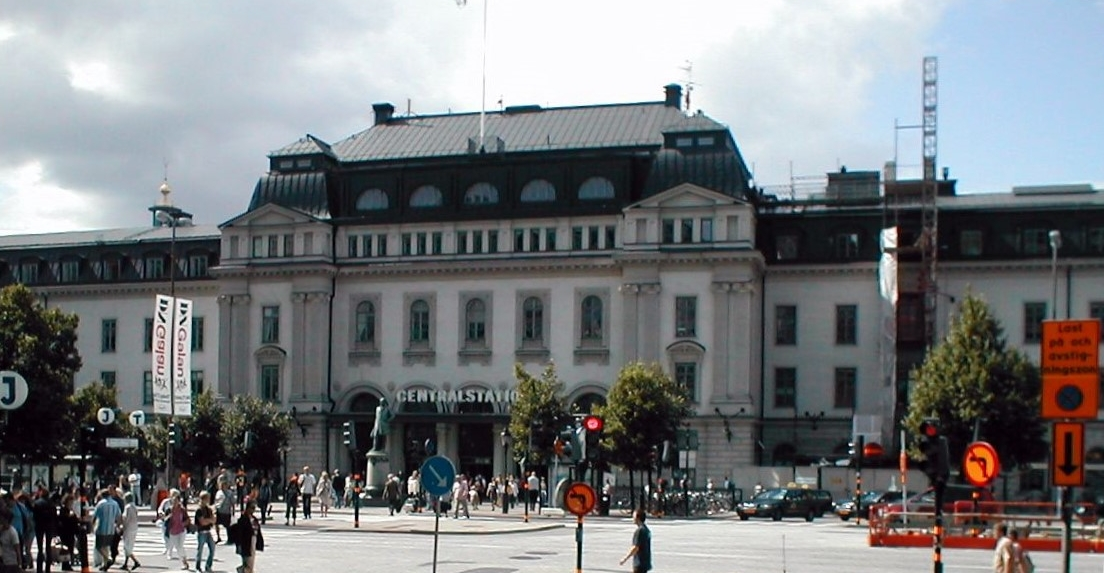
De hoofdingang van Stockholm Centraal aan de Vasagatan

Het station Stockholm C is gelegen in het stadsdeel Norrmalm.
- Sammanbindningsbanan spoorlijn tussen Stockholm C en Stockholms Södra
  - Västra stambanan spoorlijn tussen Stockholm C en Göteborg C
- Ostkustbanan, spoorlijn tussen Stockholm en Sundsvall
  - Arlandabanan spoorlijn tussen Stockholm over de Ostkustbanan naar Luchthaven Stockholm-Arlanda
- Citybanan toekomstige spoortunnel tussen Tomteboda en Stockholm Södra  traject J35 en J36

- Storstockholms Lokaltrafik  traject J35 en J36
- T-Bana

### Västerås
- Sala - Oxelösund, spoorlijn tussen Sala en Oxelösund

### Kolbäck
- Bergslagspendeln, spoorlijn tussen Ludvika en Kolbäck

### Valskog
- Svealandsbanan, spoorlijn tussen Södertälje en Valskog

### Örebro
- Bergslagen, spoorlijn tussen Mjölby en Storvik

## Genationaliseerd
De Stockholm-Västerås-Bergslagens Järnvägar (SWB) werd op 1945 door de staat genationaliseerd en de bedrijfsvoering over gedragen aan de SJ.

## ATC
In 1991 werd het traject voorzien van het zogenaamde Automatische Tågkontroll (ATC).
Het traject werd in 2010 uitgebreid met het ERTMS beveiligingsysteem.

## Elektrische tractie
Het traject werd geëlektrificeerd met een spanning van 15.000 volt 16 2/3 Hz wisselstroom.